# Fonctions du langage
Karl Bühler a proposé en 1918 un modèle par couches des fonctions du langage. Karl Popper l'a plus tard (1953) pris pour base, insistant sur son caractère hiérarchique, et adjoignant une quatrième fonction aux trois initiales :
1. fonction expressive ou symptomatique (« Je suis là. ») ;
2. fonction stimulative ou signalétique (« ici », « maintenant », « bonjour ») ;
3. fonction descriptive ;
4. fonction argumentative.

Ce modèle est également connu en linguistique, où il est attribué à Taber et Nida (1969). 
Roman Jakobson a proposé un autre schéma, selon l'élément de la situation de communication sur lequel porte l'énoncé (destinataire, référent, émetteur, canal, énoncé, code) : 
- fonction incitative (ou conative) : l'énoncé porte sur le destinataire, il cherche à provoquer une réaction (« Tais-toi ! ») ;
- fonction référentielle : l'énoncé porte sur le référent, il renvoie au monde extérieur (« Il pleut. ») ;
- fonction expressive (ou émotive) : l'énoncé porte sur l'émetteur, il exprime son état (« Je me sens triste. ») ;
- fonction phatique : l'énoncé porte sur le canal, il vérifie son fonctionnement (« Allô ? », « Écoute ! ») ;
- fonction poétique : l'énoncé porte sur l'énoncé lui-même, il joue avec sa forme (ordre des mots, euphonie, littérarité) ;
- fonction métalinguistique : l'énoncé porte sur le code, il décrit la langue (« Le mot mot est un nom commun. »).

Un énoncé donné ne se réduit toutefois pas forcément à une fonction unique.